# Thecla picquenardi
Thecla picquenardi är en fjärilsart som beskrevs av Charles Oberthür 1913. Thecla picquenardi ingår i släktet Thecla och familjen juvelvingar. Inga underarter finns listade i Catalogue of Life.